# Елчанинов, Андрей Георгиевич
Елчанинов, Андрей Георгиевич (7 июня 1868 — 1918) — генерал-лейтенант генерального штаба, ординарный профессор Императорской Николаевской военной академии, по кафедре стратегии, современный военный деятель и писатель; окончил Симбирский кадетский корпус (1885) и Михайловское артиллерийское училище и начал офицерскую службу в 6-й артиллерийской бригаде.
По окончании Николаевской академии Генерального штаба (1894) он занимал должности по Генеральному штабу и в 1908 г. назначен экстраординарным профессором Николаевской военной академии по кафедре военного искусства. Кроме того, Елчанинов занимает должности: начальника крепостной части в Главном управлении Генерального штаба, постоянный член крепостной комиссии, совещательный член инженерного и артиллерийского комитет
Жертва Красного террора, расстрелян осенью 1918 г. в Петрограде «как активный враг Советской власти».

## Семья
- был женат на Эйхе Екатерине Владимирнове (до революции Ельчанинова, после поменяла на Трояновскую, Вышла замуж за профессора Петропавловского Анатолия Анатольевича, умерла в 1974 гг в Санкт-Петербурге, похоронена на кладбище 9 января.
- дочь Трояновская Екатерина (умерла в 2005 году в Санкт-Петербурге, похоронена на кладбище 9 января),
- Внучка Трояновская (Матвеева) Таисия Сергеевна,
- правнуки: Трояновская Вероника Олеговна, Трояновская Анастасия Дмитриевна, Чеснокова Александра Дмитриевна, Матвеев Павел Андреевич.
- Пра-правнучка Чеснокова Ирина Сергеевна.

## Публикации
Из многочисленных трудов Елчанинова, кроме ряда статей в военных журналах («Русский инвалид», «Разведчик», «Военный сборник» и другие), им изданы отдельно: «Ведение современной войны и боя»; «Тактика в действиях под крепостями»; «Наш устав полевой службы»; «О самостоятельной коннице»; «Современные взгляды на боевую подготовку и деятельность конницы»; «Суворов. Краткий очерк боевой деятельности»; «К 300-летию осады Св. Троице-Сергиевой Лавры» и ряд брошюр из истории 1812 г. (Изд. «Сельский вестник») и переводов (Гервин, Крепостная война и др.). В Военной энциклопедии перу Елчанинова принадлежит ряд статей. В своих сочинениях Елчанинов является сторонником наступательного начала и самобытного развития русского военного дела. После начала войны Академия прекратила свои занятия, а профессура отправлена в действующую армию.
5 сентября 1914 г. назначен начальником штаба Новогеоргиевской крепости. Руководство (ген. Н. П. Бобырь и др.) не приняло никаких мер по подготовке крепости к возможной осаде, что в дальнейшем привело к катастрофе. Однако осада началась позже, а Елчанинов 18 мая 1915 г. назначен командующим 10-й Сибирской стрелковой дивизией. После Февральской революции 14 июля 1917 г. назначен командиром VIII армейского корпуса. В октябре 1917, когда украинская Центральная рада захватила контроль над территорией Украины, Елчанинов был назначен командующим войсками Одесского военного округа.
Убит большевиками.